# Superman IV: The Quest for Peace
Superman IV: The Quest for Peace is een Britse superheldenfilm uit 1987 gebaseerd op het DC Comics-personage Superman. Het is de vierde en laatste film in de Superman-filmreeks uit de jaren 80 en tevens de laatste film met Christopher Reeve in de hoofdrol. De eerstvolgende Superman-film was Superman Returns uit 2006, met Brandon Routh als nieuwe Superman.
In tegenstelling tot de vorige drie films, die werden geproduceerd door Alexander en Ilya Salkind, werd deze film geproduceerd door Cannon Films, in samenwerking met Warner Bros.

## Verhaal
Superman/Clark Kent ontdekt dat de Verenigde Staten en de Sovjet-Unie wellicht spoedig een nucleaire oorlog zullen beginnen. Voordat hij actie onderneemt gaat hij naar de Noordpool om advies in te winnen van zijn Kryptoniaanse voorouders. Zij waarschuwen hem echter dat hij zich niet mag bemoeien met het conflict, maar beter kan vluchten naar een andere wereld waar oorlogen reeds vergeten zijn.
Superman negeert het advies en besluit toch in te grijpen. Bij een bijeenkomst van de Verenigde Naties vertelt Superman de aanwezigen dat hij de wereld gaat ontdoen van alle nucleaire wapens. In de komende dagen verzamelt hij alle nucleaire wapens en verzamelt ze in een gigantisch net dat rond de planeet zweeft. Wanneer hij ze vrijwel allemaal heeft, gooit hij het net in de zon.
Ondertussen ontsnapt Lex Luthor uit de gevangenis met behulp van zijn neefje Lenny. Het duo steelt een haarlok van Superman, die Superman aan een museum had geschonken. Uit de haarlok maakt Luthor een genetische matrix, en bevestigt deze aan de laatste Amerikaanse nucleaire raket. Wanneer Superman ook deze raket in de zon gooit, veranderden de explosie en de hitte de matrix in Nuclear Man, een kwaadaardige kloon van Superman. Nuclear Man gaat meteen naar de Aarde om zijn “vader”, Luthor te vinden. Luthor vertelt Nuclear Man dat hij wellicht sterk is, maar geheel krachteloos wordt als hij geïsoleerd raakt van de zon of geschikt kunstmatig licht.
Een wereldwijde strijd volgt tussen Lex’ creatie en Superman. Hoewel Superman verschillende beroemde bouwwerken kan redden van Nuclear Man, raakt hij zelf gewond. Tot ongenoegen van Lois Lane publiceert The Daily Planet een artikel dat Superman dood is. In werkelijkheid heeft Clark stralingsziekte opgelopen. In zijn appartement haalt hij het laatste kristal van Krypton tevoorschijn.
Nuclear Man ontwikkelt een liefde voor Lacy Warfield, dochter van de tycoon die de Daily Planet heeft gekocht, en dreigt met totale chaos als hij niet aan haar wordt voorgesteld. Superman gaat akkoord om Nuclear Man aan haar voor te stellen. In een poging de schurk uit te schakelen lokt Superman hem naar een lift in het gebouw en sluit hem erin op. In de lift is geen licht dus is Nuclear Man machteloos. Superman brengt de lift naar de maan, maar ziet niet dat er een scheur in de deur zit. Door de scheur kan Nuclear Man wat zonlicht absorberen en uitbreken. Op de maan vecht het duo verder.
Nuclear Man is sterker en verslaat Superman. Hij keert vervolgens terug naar de Aarde, ontvoert Lacy en neemt haar mee de ruimte in (waar ze vreemd genoeg geen hinder ondervindt van het gebrek aan zuurstof en luchtdruk). Superman duwt de maan uit zijn normale positie en veroorzaakt een zonsverduistering, die Nuclear Man zijn krachten ontneemt. Hij redt Lacy en sluit Nuclear Man op in de kern van een kerncentrale. Vervolgens vangt hij Lex Luthor en brengt hem naar de gevangenis.

## Rolverdeling
| Acteur            | Personage                         |
| ----------------- | --------------------------------- |
| Christopher Reeve | Superman / Clark Kent             |
| Gene Hackman      | Lex Luthor / Stem van Nuclear Man |
| Jackie Cooper     | Perry White                       |
| Marc McClure      | Jimmy Olsen                       |
| Jon Cryer         | Lenny Luthor                      |
| Sam Wanamaker     | David Warfield                    |
| Mark Pillow       | Nuclear Man                       |
| Mariel Hemingway  | Lacy Warfield                     |
| Margot Kidder     | Lois Lane                         |
| Damian McLawhorn  | Jeremy                            |
| William Hootkins  | Harry Howler                      |
| Jim Broadbent     | Jean Pierre Dubois                |
| Stanley Lebor     | General Romoff                    |
| Don Fellows       | Levon Hornsby                     |
| Robert Beatty     | U.S. President                    |

## Achtergrond

### Productie
Toen in 1983 de film Superman III minder opbracht dan gepland waren Alexander en Ilya Salkind van mening dat de Supermanfilms hun hoogtepunt hadden gehad. Daarom verkochten ze de filmrechten. In plaats van een vierde Supermanfilm verscheen eerst de film Supergirl, die eveneens geen succes was.
De Supermanrechten kwamen in handen van Golan & Globus van Cannon Films. Zij besloten wel een vierde Supermanfilm te maken. Volgens acteur Christopher Reeve hadden de twee nog geen scenario in gedachten toen ze hem benaderden voor wederom de hoofdrol. Reeve nam de rol aan toen de producenten hem beloofden elk project dat Reeve maar wilde te zullen maken.
Reeve kwam met het idee om Superman te betrekken bij politieke problemen en een nucleaire oorlog. Dit om de film een serieuzer gevoel te geven en afstand te doen van de vorige films.
De productie verliep minder goed dan gepland, vooral doordat Golan & Globus veel van hun geld al hadden uitgegeven aan andere filmprojecten. Derhalve was er een beperkt budget beschikbaar voor Superman IV, en moesten de producers veel in het scenario knippen. De special effects werden goedkoop gehouden, iets waar de film later veel kritiek over kreeg.
Het budget van Superman IV werd aanvankelijk begroot op 36 miljoen dollar, maar Cannon Films, dat financiële problemen kreeg (onder meer doordat ze in die tijd met meer dan 30 projecten bezig waren), besloot vlak voor de startdatum van de opnames het budget te beperken tot 17 miljoen dollar, wat de film geen goed deed.
De producers hadden tijdens de montage van de film, toen er veel werd geknipt, het idee om sommige weggelaten scènes in een 'Superman V' te stoppen. Die film kwam er echter niet.
In zijn autobiografie Still Me beschreef Reeve dat Superman IV al vanaf het begin een mislukking was:

Menahem Golan en Yoram Globus, de eigenaars van Cannon Films, produceerden en financierden Street Smart, op voorwaarde dat ik nog een keer Superman zou spelen. Zij hadden het jaar ervoor de filmrechten van Alexander en Ilya Salkind gekocht op het filmfestival in Cannes. Terwijl wij Street Smart filmden, waren schrijvers Larry Konner en Mark Rosenthal druk bezig de lappen tekst voor Superman IV te schrijven. Deze keer was het uitgangspunt (grotendeels op mijn inbreng gebaseerd, moet ik helaas zeggen) dat Superman zich in een kernwapenoorlog zou mengen. Maar ik had het mis.
We werden ook gehinderd door budgetbeperkingen en bezuinigingen. Cannon Films was indertijd met meer dan dertig projecten bezig, en deze film kreeg geen speciale aandacht. Konner en Rosenthal schreven bijvoorbeeld een scène waarin Superman in Forty-Second Street landt en over de dubbele gele strepen naar de Verenigde Naties loopt, waar hij een toespraak houdt. Als dit een scène in Superman I was geweest, zouden wij die ook echt in Forty-Second Street hebben opgenomen. In plaats hiervan moesten wij in de regen op een industrieterrein in Engeland filmen met ongeveer honderd figuranten, geen auto's, en een stuk of tien duiven voor de sfeer. Zelfs al was het verhaal briljant geweest, denk ik niet dat we met deze aanpak ooit de verwachtingen van het publiek waar konden maken.

### Reacties
De film werd slecht ontvangen door zowel critici als fans. Sommige critici noemden de film zelfs de slechtste film van het jaar. De film had te lijden onder de slechte visuele effecten en geluid.
Van de vier Supermanfilms met Reeve in de hoofdrol bracht deze film het minst op. De mislukking betekende een einde van de Supermanfilms gedurende 19 jaar.

### Supermans krachten
In de film heeft Superman krachten die hij in de strips nooit had. Een ervan is dat hij de beschadigde Chinese Muur herstelt door er enkel naar te kijken. Dit lijkt op een vorm van telekinese. Een filmcriticus noemde deze kracht spottend "masonry vision."

### Filmmuziek
De muziek voor de film werd bewerkt en gedirigeerd door Alexander Courage op basis van bestaande en nieuwe muziek gecomponeerd door John Williams.

## Prijzen/nominaties
Superman IV werd genomineerd voor drie prijzen, maar won deze niet.
1988:
- Golden Raspberry Award voor slechtste vrouwelijke bijrol (Mariel Hemingway)
- Golden Raspberry Award voor slechtste visuele effecten

1989:
- International Fantasy Film Award voor “Beste Film”